# La Comédie de Bruxelles
La Comédie de Bruxelles est le nouveau nom de la compagnie Argan42 qui se produit dans plusieurs lieux, dont le sien, The Egg.
La compagnie se produit également au Théâtre Mercelis, au Château du Karreveld, au Centre culturel d'Uccle, au Centre culturel d'Auderghem, au Théâtre de la Place des Martyrs, au Théâtre Molière et à la Chapelle de Boondael. Elle est en tournée dans plusieurs théâtres en Belgique (Arlon, Tubize, Ottignies, Tournai, Ath, Spa, Dinant, Huy ou Namur).
| Type                 | Compagnie théâtrale           |
| Directeur            | Daniel Hanssens               |
| Directeur Artistique | Daniel Hanssens               |
| Lieu                 | Bruxelles, Belgique           |
| Adresse              | Rue Bara 175, 1070 Anderlecht |
| Création             | 2010                          |
| Site Web             | La Comédie de Bruxelles       |

## Historique
La compagnie Argan42 Production SPRL est née officiellement en 2004 à l’initiative du comédien et metteur en scène Daniel Hanssens.
Le nom Argan42 est apparu pour la première fois en 2002 pour la production Pour un oui ou pour un non de Nathalie Sarraute, avec Alexandre von Sivers.
Après plus de 25 ans de carrière, Daniel Hanssens exprime, à travers la création d’une telle structure, son souhait de liberté et d’autonomie tant dans ses choix artistiques que dans la manière dont il veut les exprimer.
Argan, c’est « le » malade imaginaire de Molière. Molière… qui nous apprend que l’homme ne peut se débarrasser de ses illusions et qu’il vaut peut être mieux ne pas essayer de l’en priver…
La Compagnie fonctionne sur fonds propres et vit des recettes de ses spectacles. En 2009, la compagnie a complété son appellation d’origine avec « la comédie de Bruxelles ». Et c'est en 2010 qu'elle prendra définitivement le nom de Comédie de Bruxelles.

## 8esaison
Cette saison, la Comédie de Bruxelles propose 16 spectacles et plus de 250 représentations dont 6 créations : Le Béret de la tortue, une comédie estivale créée au Bruxellons ! en juillet prochain, Promenade de santé, une comédie de Nicolas Bedos, Une liaison pornographique de Philippe Blasband, Notre-Dame van Parijs d’après Victor Hugo, Palace d’après la série culte de Jean-Michel Ribes (pour les fêtes), et François le saint jongleur, un texte du prix Nobel Dario Fo et le premier seul en scène de Pascal Racan.
Des reprises attendues, produites par la compagnie : Ladies Night, Le Malade imaginaire, Sarah, Coco Parachute, Jalousie en trois mails, mais aussi des spectacles qui ont rencontré un grand succès, dans un dernier tour d’honneur, comme Est-ce qu’on ne pourrait pas s’aimer un peu par le Théâtre loyal du Trac, Faire le malin est le propre de tout imbécile de Georges Courteline et Un fou noir au pays des blancs de Pie Tshibanda.
Et pour les fêtes Virginie Hocq et les Frères Taloche.

## Le lieu
The Egg (l’œuf) est situé rue Bara, à proximité de la gare du Midi, dans un quartier en plein renouveau, il s’agit d’un immense espace concept à vocation internationale, mêlant art et business, qui dispose de 4 salles (de 120 à 750 places) et d’un restaurant de style de 350 couverts.

## Le directeur et metteur en scène
Daniel Hanssens est né le 30 avril 1963 à Schaerbeek.
En 1969, les vacances de Pâques à Middelkerke avec ses parents vont lui faire découvrir Napoléon d’Abel Gance. Un film muet qui lui révèle sa vocation.
Premier prix en art dramatique au Conservatoire royal de Bruxelles (1986).
Fondateur d'Argan42 Production (2004) & chargé de cours au Conservatoire royal de Bruxelles (1997-2009).
Il a également travaillé trois ans avec le Cirque de Moscou.